# Luigi Dardani
Luigi Dardani (Ganzanigo di Medicina, 25 febbraio 1915 – Imola, 18 dicembre 1999) è stato un vescovo cattolico italiano.

## Biografia
Quarto di sei figli, nacque in un piccolo centro della campagna bolognese.
Tra il 1918 e il 1920, durante l'epidemia nota come "febbre spagnola", morirono il padre e i tre fratelli maggiori.
Fu ordinato sacerdote il 18 settembre 1937 per l'arcidiocesi di Bologna dal cardinale Giovanni Battista Nasalli Rocca di Corneliano.
Dal 1943 al 1950 fu parroco a Castelnuovo Bisano (comune di Monterenzio), piccolo paese montano della valle dell'Idice. In un'Italia in guerra, seppe agire al di sopra degli odi di parte, riuscendo a conquistare la fiducia di tutte le parti in causa: italiani, tedeschi, partigiani e alleati. Al termine del conflitto fu insignito della medaglia d'argento della Resistenza. Nella motivazione si leggeva: “modello della sua gente, ne condivise le fatiche incessanti, affrontando gli stessi rischi...”.
Dal 1950 ricoprì l'incarico di Assistente ecclesiastico provinciale dei lavoratori cristiani (Acli). Incontrò tutte le componenti della società civile bolognese: comunità parrocchiali, circoli giovanili, gruppi di fabbrica, cooperative di vario tipo, gruppi culturali e sindacali. Diede un contributo determinante per la crescita dell'associazione, che arrivò a contare 100 circoli con circa 20.000 aderenti.
Svolse anche gli incarichi di insegnante ed educatore nel seminario regionale, direttore spirituale degli studenti di teologia, delegato diocesano dell'Azione cattolica e censore ecclesiastico per le stampe. Fu nominato canonico della basilica di San Petronio e della cattedrale metropolitana di San Pietro
Il 28 aprile 1968 fu nominato vicario generale dell'arcidiocesi di Bologna. Il 28 aprile 1969 fu eletto vescovo titolare di Ravello ed ausiliare di Bologna.

### Vescovo di Imola

Mons. Dardani presiede la celebrazione di una cresima.

Il 12 marzo 1974 fu nominato vescovo di Imola. Prese possesso della diocesi il 30 marzo.
Organizzò due pellegrinaggi a Roma durante l'Anno santo del 1975 e la Scuola di Teologia per i laici, nel 1976.
Alla fine di ottobre del 1982 si ammalò gravemente. A inizio dicembre ricevette l'Estrema unzione. Poi, lentamente, le sue condizioni migliorarono. L'8 maggio riprese la pienezza delle sue funzioni.
Nel 1983 presiedette il V centenario dell'allocuzione della Beata Vergine del Piratello; fece inoltre stampare due opere sulla Madonna del Piratello e sul Santuario; organizzò un pellegrinaggio a piedi da Cremona a Imola e uno a Loreto.
Durante la sua permanenza a Imola furono edificate due nuove chiese: quella di Sasso Morelli (frazione di Imola) e quella di Nostra Signora di Fatima, a Imola.
Il 27 febbraio 1989, entrato nel 75º anno di età, presentò richiesta al pontefice di essere sollevato dall'incarico. La richiesta fu accolta; il 23 marzo monsignor Dardani diede l'annuncio ufficiale ai fedeli che avrebbe lasciato la guida della Diocesi. Fu lui ad annunciare pubblicamente, il 20 luglio, il nome del futuro vescovo, monsignor Giuseppe Fabiani.
Successivamente si ritirò nella Casa del clero della Diocesi. Nel 1999 le sue condizioni di salute si aggravarono. Una caduta accidentale gli procurò una frattura scomposta a una spalla e un vasto ematoma, costringendolo a letto. Chiese egli stesso di ricevere l'Unzione degli infermi. Il 18 dicembre spirò.
Fu tumulato nella Cattedrale.

### Iniziative principali
Le principali iniziative che caratterizzarono il suo episcopato a Imola furono:
- la nomina del Consiglio pastorale diocesano (1978), che non era stato ancora formalmente istituito;
- restauro della Cattedrale e del Palazzo vescovile. Nel 1981 cadeva il secondo centenario della ricostruzione del Duomo, opera di Cosimo Morelli. L'ultimo intervento di restauro risaliva all'anno 1900 (nuovo pavimento marmoreo e assestamento del piazzale circostante l'edificio). Mons. Dardani, fin dal 1976 ordinò una perizia sullo stato dell'edificio e si adoperò per la ricerca di finanziamenti. Gli interventi furono ultimati in tempo per celebrare, nel 1982 il secondo centenario della consacrazione del Duomo.[3]
- il «Progetto Chiese sorelle», nato nel 1979 dalla collaborazione tra la diocesi di Imola e quella di Santo André, in Brasile;
- la «Casa della carità», una residenza sanitaria protetta gestita dalla comunità di Lugo.

### Documenti e lettere
- Nel 1987 scrisse «Ecclesialità», un messaggio-testamento per la chiesa locale;
- In occasione della Quaresima del 1988 pubblicò quattro lettere aperte, una per settimana, indirizzate rispettivamente: «ai non praticanti», «ai Testimoni di Geova», «ai comunisti» e «ai praticanti». Nello stesso anno pubblicò «Vocazione e missione dei laici nella Chiesa e nel mondo», in cui dettò le linee-guida per il Sinodo diocesano.

## Genealogia episcopale
La genealogia episcopale è:
- Cardinale Scipione Rebiba
- Cardinale Giulio Antonio Santori
- Cardinale Girolamo Bernerio, O.P.
- Arcivescovo Galeazzo Sanvitale
- Cardinale Ludovico Ludovisi
- Cardinale Luigi Caetani
- Cardinale Ulderico Carpegna
- Cardinale Paluzzo Paluzzi Altieri degli Albertoni
- Papa Benedetto XIII
- Papa Benedetto XIV
- Cardinale Enrico Enriquez
- Arcivescovo Manuel Quintano Bonifaz
- Cardinale Buenaventura Córdoba Espinosa de la Cerda
- Cardinale Giuseppe Maria Doria Pamphilj
- Papa Pio VIII
- Papa Pio IX
- Cardinale Gustav Adolf von Hohenlohe-Schillingsfürst
- Arcivescovo Salvatore Magnasco
- Cardinale Gaetano Alimonda
- Cardinale Agostino Richelmy
- Vescovo Giuseppe Castelli
- Vescovo Carlo Allorio
- Cardinale Antonio Poma
- Vescovo Luigi Dardani